# Ohorikoen (métro de Fukuoka)
Ohorikoen (大濠公園駅, Ōhorikōen-eki) est une station de la ligne Kūkō du métro de Fukuoka. Elle est située dans l'arrondissement de Chūō à Fukuoka au Japon. Elle porte comme sous-titre Fukuoka Art Museum (福岡市美術館口, "Musée d'Art de Fukuoka").

## Situation sur le réseau
Établie en souterrain, Ohorikoen est située au point kilométrique (PK) 5,4 de la ligne Kūkō. Elle est située entre la station Tojinmachi, en direction du terminus ouest Meinohama, et la station Akasaka, en direction du terminus est Aéroport de Fukuoka.

## Histoire
La station Ohorikoen est mise en service le 26 juillet 1981, lors de l'ouverture à l'exploitation de la ligne Kūkō entre Muromi et Tenjin.

## Services aux voyageurs

### Accès et accueil
La station est ouverte tous les jours.

### Desserte
- voie 1 : direction Nakasu-Kawabata (interconnexion avec la ligne Hakozaki pour Kaizuka) et Aéroport de Fukuoka
- voie 2 : direction Meinohama (interconnexion avec la ligne Chikuhi pour Chikuzen-Maebaru et Karatsu)

Installations et desserte
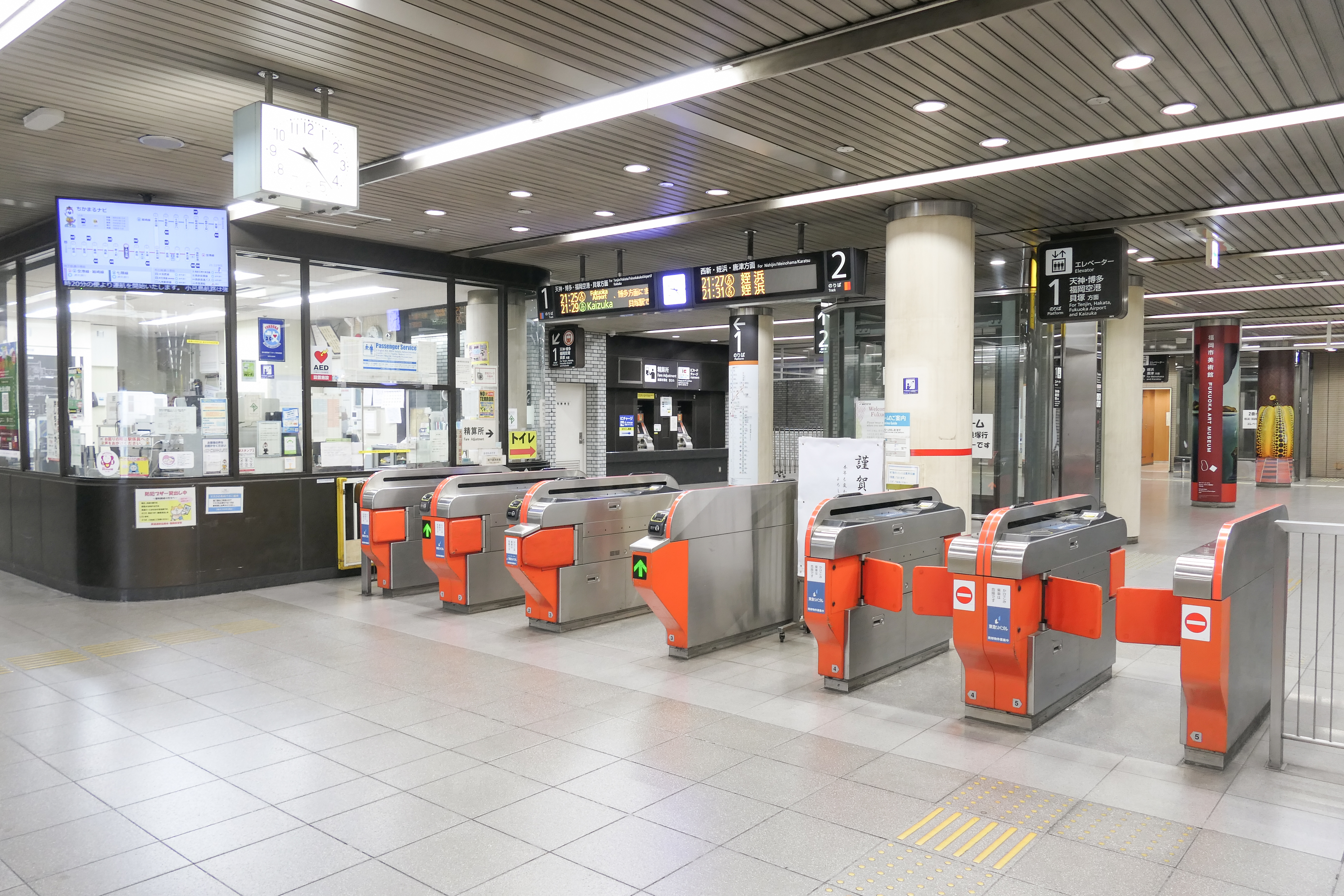
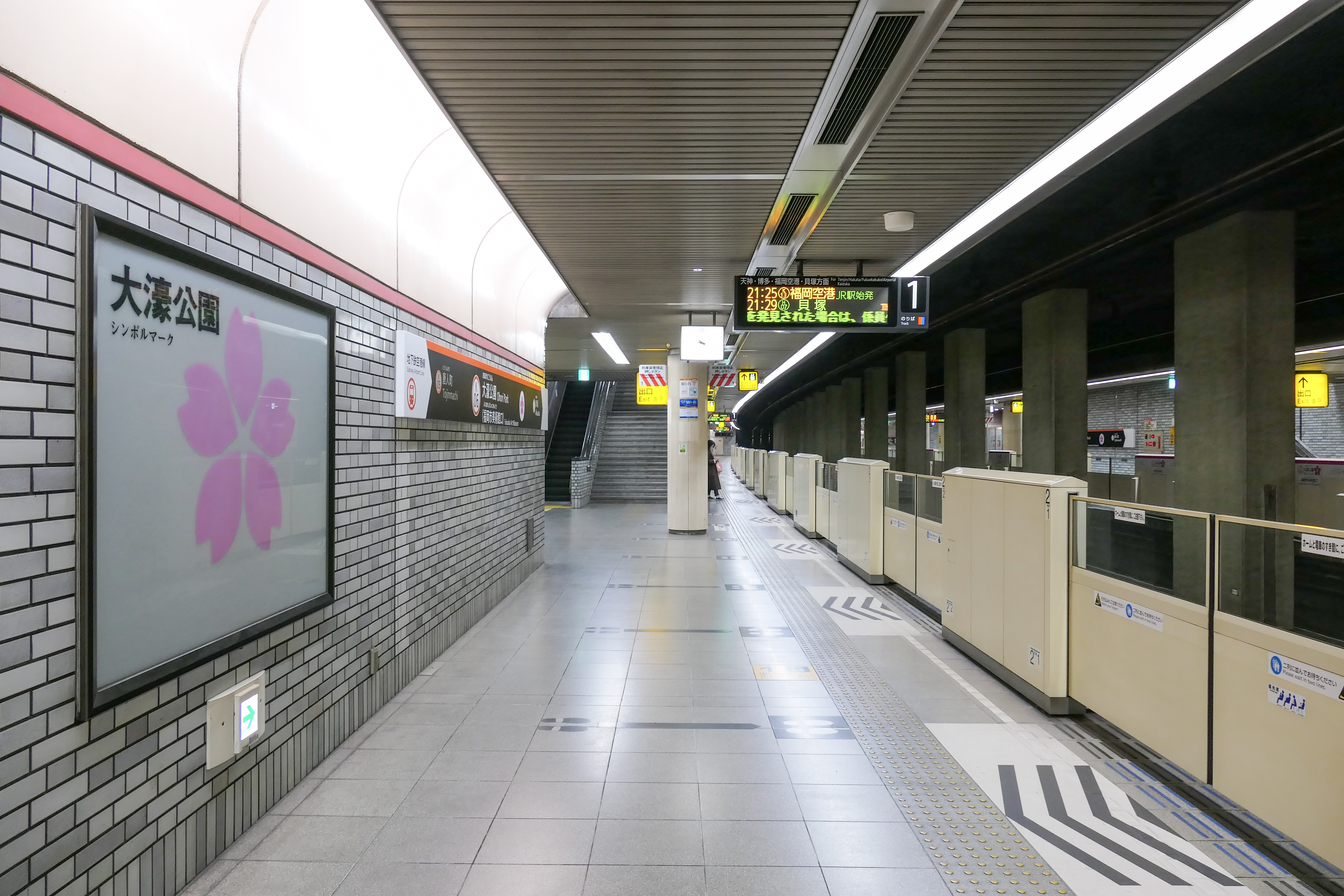

## À proximité
- Musée d'Art de Fukuoka
- Ōhori-kōen
- Château de Fukuoka